# Krajowa Rada Prokuratorów przy Prokuratorze Generalnym
Krajowa Rada Prokuratorów przy Prokuratorze Generalnym – naczelny organ samorządu zawodu służby publicznej reprezentującego prokuratorów i asesorów prokuratury.

## Struktura samorządu prokuratorskiego
Samorząd prokuratorski stanowią organy kolegialne: zgromadzenia prokuratorów, kolegia prokuratur regionalnych, kolegia prokuratur okręgowych oraz Krajowa Rada Prokuratorów przy Prokuratorze Generalnym.

### Zgromadzenie prokuratorów
W prokuraturze regionalnej działa zgromadzenie prokuratorów, które składa się z:
- delegatów prokuratorów prokuratury regionalnej
- delegatów prokuratorów prokuratur okręgowych i rejonowych działających na obszarze działania prokuratury regionalnej.

Delegatów prokuratorów prokuratury regionalnej wybiera, w liczbie równej połowie liczby prokuratorów prokuratury regionalnej, zebranie prokuratorów prokuratury regionalnej. Delegatów prokuratorów prokuratur okręgowych, w liczbie równej jednej trzeciej liczby prokuratorów prokuratury regionalnej, wybierają zebrania prokuratorów prokuratur okręgowych i zebrania prokuratorów prokuratur rejonowych. Delegatów prokuratorów prokuratur rejonowych, w liczbie równej dwóm trzecim liczby prokuratorów prokuratury regionalnej, wybierają zebrania prokuratorów prokuratur rejonowych. Delegatów wybiera się na okres 4 lat.
Przewodniczącym zgromadzenia prokuratorów jest prokurator regionalny, który zwołuje zgromadzenia prokuratorów z inicjatywy własnej lub Prokuratora Krajowego, kolegium prokuratury regionalnej albo jednej piątej liczby członków zgromadzenia.
Zgromadzenie prokuratorów:
- wysłuchuje informacji prokuratora regionalnego o działalności prokuratur i pracy prokuratorów oraz wyraża opinię w tym zakresie
- wybiera dwie trzecie liczby członków kolegium prokuratury regionalnej
- wybiera przedstawiciela do Krajowej Rady Prokuratorów
- wybiera członków sądów dyscyplinarnych
- rozpatruje sprawozdania z działalności kolegium prokuratury regionalnej
- wyraża opinie w innych sprawach przedstawionych przez prokuratora regionalnego lub kolegium prokuratury regionalnej.

### Kolegium prokuratury regionalnej
W każdej prokuraturze regionalnej działa kolegium prokuratury regionalnej. Kolegium prokuratury regionalnej składa się z:
- 6 lub 9 członków, wybieranych w dwóch trzecich przez zgromadzenie prokuratorów
- w jednej trzeciej powołanych przez prokuratora regionalnego spośród prokuratorów prokuratury regionalnej oraz prokuratur okręgowych i rejonowych z obszaru działania prokuratury regionalnej.

Kadencja kolegium prokuratury regionalnej trwa 4 lata.
Kolegium prokuratury regionalnej przewodniczy prokurator regionalny, który zwołuje posiedzenia kolegium z własnej inicjatywy lub na wniosek jednej trzeciej liczby członków kolegium.
Kolegium prokuratury regionalnej:
- rozpatruje wnioski wynikające z wizytacji i lustracji prokuratur
- wyraża opinię o kandydatach na prokuratorów prokuratury regionalnej i okręgowej
- wyraża opinię w przedmiocie odwołania prokuratora prokuratury regionalnej i okręgowej
- wyraża opinię w innych sprawach przedstawionych przez prokuratora regionalnego.

Do 2016 r. włącznie działały kolegia prokuratur apelacyjnych.

### Kolegium prokuratury okręgowej
W każdej prokuraturze okręgowej działa kolegium prokuratury okręgowej. Kolegium prokuratury okręgowej składa się z:
- 6 lub 9 członków wybieranych w dwóch trzecich przez zebranie prokuratorów prokuratury okręgowej oraz delegatów prokuratorów prokuratur rejonowych
- w jednej trzeciej powołanych przez prokuratora okręgowego spośród prokuratorów prokuratury okręgowej i prokuratur rejonowych z obszaru działania prokuratury okręgowej[2].

Kadencja kolegium prokuratury okręgowej trwa 4 lata.
Przewodniczącym kolegium prokuratury okręgowej jest prokurator okręgowy, który zwołuje posiedzenie kolegium z własnej inicjatywy lub na wniosek jednej trzeciej liczby członków kolegium.
Kolegium prokuratury okręgowej:
- rozpatruje wnioski wynikające z wizytacji i lustracji prokuratur
- wyraża opinię o kandydatach na asesorów prokuratorskich oraz prokuratorów prokuratur rejonowych
- wyraża opinię w przedmiocie odwołania prokuratora prokuratury rejonowej
- wyraża opinię w innych sprawach przedstawionych przez prokuratora okręgowego.

## Zadania Krajowej Rady
Zadania i kompetencje Krajowej Rady Prokuratorów przy Prokuratorze Generalnym są następujące:
- Krajowa Rada Prokuratorów wyraża opinię w sprawach podejmowanych z własnej inicjatywy lub przedstawionych przez Prokuratora Generalnego, a w szczególności dotyczących:
  1. projektów aktów normatywnych dotyczących prokuratury oraz projektów wytycznych Prokuratora Generalnego;
  2. stanu i rozwoju kadry prokuratorskiej oraz kierunków szkolenia prokuratorów i asesorów prokuratury;
  3. okresowych ocen realizacji zadań prokuratury;
  4. kierunków działań w celu doskonalenia kwalifikacji zawodowych prokuratorów oraz poziomu ich pracy;
  5. kandydatów na Dyrektora Krajowej Szkoły Sądownictwa i Prokuratury.
- ustala ogólną liczbę członków Sądu Dyscyplinarnego przy Prokuratorze Generalnym oraz wskazuje liczbę członków Sądu Dyscyplinarnego przy Prokuratorze Generalnym wybieranych przez zebranie prokuratorów Prokuratury Krajowej i zgromadzenia prokuratorów w prokuraturach regionalnych.
- opiniuje kandydatury członków Rady Programowej Krajowej Szkoły Sądownictwa i Prokuratury (KSSP)  wskazywanych przez Prokuratora Generalnego.
- opiniuje wnioski o wyrażenie zgody na dalsze zajmowanie stanowiska prokuratora po ukończeniu 65. roku życia.
- uchwala zbiór zasad etyki zawodowej prokuratorów i czuwa nad ich przestrzeganiem.

## Sposób powołania
Kadencja Krajowej Rady Prokuratorów trwa 4 lata. Krajowa Rada Prokuratorów przy Prokuratorze Generalnym składa się z:
- Prokuratora Krajowego
- 4 przedstawicieli wybranych przez zebranie prokuratorów Prokuratury Krajowej, w tym co najmniej jednego wykonującego czynności w Departamencie do Spraw Przestępczości Zorganizowanej i Korupcji oraz jednego wykonującego czynności w Departamencie do Spraw Wojskowych
- przedstawiciela wybranego przez zebranie prokuratorów Instytutu Pamięci Narodowej – Komisji Ścigania Zbrodni przeciwko Narodowi Polskiemu
- przedstawicieli wybranych przez zgromadzenia prokuratorów w prokuraturach regionalnych – po jednym z każdej prokuratury regionalnej
- 5 prokuratorów powołanych przez Prokuratora Generalnego, w tym co najmniej jednego w stanie spoczynku.

Wybory prokuratorów wchodzących w skład Krajowej Rady Prokuratorów, wybranych przez zebranie prokuratorów Prokuratury Krajowej i zgromadzenie prokuratorów w prokuraturze regionalnej przeprowadza się na podstawie regulaminu uchwalonego odpowiednio przez zebranie i zgromadzenie. Przewodniczącym Krajowej Rady Prokuratorów jest Prokurator Generalny.
Mandat wybieranego członka Krajowej Rady Prokuratorów wygasa przed upływem kadencji w razie:
- śmierci;
- zrzeczenia się mandatu;
- złożenia niezgodnego z prawdą oświadczenia lustracyjnego, stwierdzonego prawomocnym orzeczeniem sądu;
- odwołania przez organ, który dokonał wyboru;
- wygaśnięcia albo rozwiązania stosunku służbowego prokuratora.

## Tryb pracy
Krajowa Rada Prokuratorów obraduje na posiedzeniach. Posiedzenia Krajowej Rady Prokuratorów zwołuje Prokurator Generalny z własnej inicjatywy lub na wniosek Prokuratora Krajowego lub jednej trzeciej liczby członków Rady. W szczególnie uzasadnionych wypadkach posiedzenia Krajowej Rady Prokuratorów mogą być przeprowadzane przy wykorzystaniu środków technicznych umożliwiających bezpośrednie porozumiewanie się na odległość. Przeprowadzenie posiedzenia Krajowej Rady Prokuratorów w taki sposób zarządza Przewodniczący. Koszty działalności Krajowej Rady Prokuratorów finansowane są ze środków budżetowych przeznaczonych dla Prokuratury Krajowej. Obsługę finansowo-administracyjną i kancelaryjną Krajowej Rady Prokuratorów zapewnia Prokuratura Krajowa. Krajowa Rada Prokuratorów działa na podstawie uchwalonego przez siebie regulaminu.

## Prezydium Rady
Krajowa Rada Prokuratorów wybiera i odwołuje ze swego grona 2 wiceprzewodniczących i sekretarza. Przewodniczącym Krajowej Rady Prokuratorów jest Prokurator Generalny.
Skład Prezydium Rady:
- Waldemar Żurek – przewodniczący Rady, minister sprawiedliwości, prokurator generalny
- Dariusz Korneluk – wiceprzewodniczący Rady, I zastępca prokuratora generalnego, prokurator krajowy
- Iwona Palka – wiceprzewodniczący Rady, prokurator w stanie spoczynku byłej Prokuratury Apelacyjnej w Katowicach
- Małgorzata Szeroczyńska – sekretarz Rady

## Opinia Komisji Weneckiej
Zwiększenie uprawnień Prokuratora Generalnego względem prokuratorów oraz słabe mechanizmy kontroli (czysto doradcza rola 
Krajowej Rady Prokuratorów przy Prokuratorze Generalnym) powoduje skupienie zbyt dużej władzy w rękach jednej osoby. Zmniejsza to niezależność prokuratury od polityki, co zwiększa potencjał nadużycia i politycznej manipulacji prokuratury, co jest nieakceptowalne w państwie prawa (s. 27)
Według Komisji Weneckiej, gdy Krajowej Radzie Prokuratorów przewodniczy minister sprawiedliwości trudno o niezależność prokuratorów (s. 24).  Rada składa się wyłącznie z prokuratorów i nie ma w niej zewnętrznych ekspertów: innych prawników, sędziów specjalizujących się w prawie karnym, profesorów i badaczy i innych członków społeczeństwa obywatelskiego, aby otworzyć prokuraturę na żądania i idee innych segmentów społeczeństwa. (art. 42 § 1 Prawa o prokuraturze). Według Komisji Weneckiej Rady przypomina zamknięte ciało korporacyjne (s. 24, 25).
„Mandat wybieranego członka Krajowej Rady Prokuratorów wygasa przed upływem kadencji w razie: 4) odwołania przez organ, który dokonał wyboru.” (art. 42 § 6 Prawa o prokuraturze) Nie jest wymagane jakiekolwiek uzasadnienie odwołania, które jest pozostawione całkowitej uznaniowości organu wybierającego. Według Komisji Weneckiej podkopuje to niezależność członków Rady i nie zapewnia właściwych warunków do sprawowania mandatu. Odwołanie powinno być możliwe tylko na podstawie jasno zapisanych podstaw (s. 25).